# 테크니컬 라이터

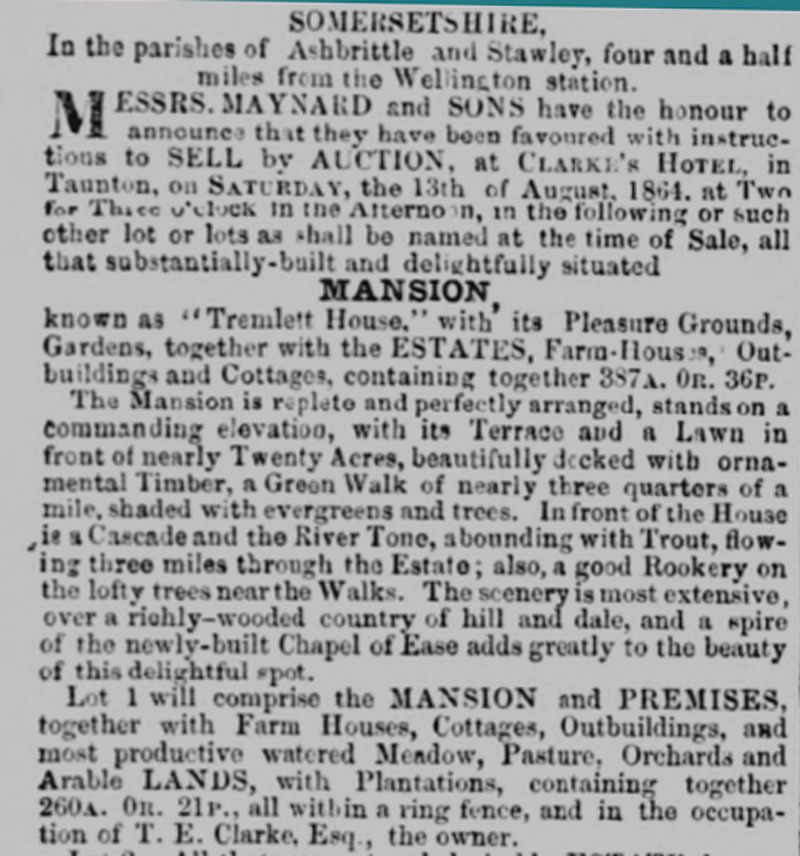

테크니컬 라이터(technical writer)는 전문적인 정보를 전달해주는 역할을 한다. 어떤 시설이나 장비에 대한 정보를 여러 사람에게 전달해주는 역할이다. 그 정보는 다양한 매체를 통해 다른 사람들에게 전달된다.
테크니컬 라이터는 다양한 매체(전자, 인쇄, 음성, 영상 등)를 통해 컨텐츠를 개발한다. 예를 들어, 온라인 도움말, 메뉴얼, 인쇄지, 디자인 제원, 소프트웨어 시험 계획 등이 그것에 해당된다. 인터넷을 통한 학습 환경이 보편화됨에 따라 온라인을 통해 컨텐츠를 개발하는 라이터가 늘어나고 있다.
Kurt Vonnegut(커트 보넨것) 씨는 테크니컬 라이터에 대해서 이렇게 설명한다.
...trained to reveal almost nothing about themselves in their writing. This makes them freaks in the world of writers, since almost all of the other ink-stained wretches in that world reveal a lot about themselves to the reader.

기술자, 과학자, 그리고 많은 전문가들은 이미 테크니컬 라이팅이라는 업무를 수행하고 있다. (기술책자 개발, 검수 등.) 하지만 테크니컬 라이터는 문서의 틀을 기획하고 편집, 정보의 의미를 더 정확하게 전달하는 보다 더 전문가들이다.
예전에는 정보를 전달하는 매체가 책이 대부분이였기 때문에 technical writer라는 표현을 많이 사용하였다.
하지만 인터넷과 Portable device의 발달로 책자보다는 동영상/ 웹 페이지로 정보를 전달하는 것이 더 보편화되어 이제는 Technical writer라는 표현보다는 Technical communicator 또는 contents creator라는 표현이 더 적합할 수도 있다.

## 유사한 타이틀
- 테크니컬 커뮤니케이터[2]
- 기술 저자
- 기술 라이터
- 기술 컨텐츠 개발자
- 콘텐츠 개발자
- 컨텐츠 디자이너
- 정보 개발자
- 기술 정보 개발자
- 문서 구조화 담당자
- 문서 기술자
- 문서 디자이너
- 문서 전문가
- 문서 관리 전문가
- 문서 관리자
- 텍스트 관리 기술자